# Сокуон
Японська писемність
Ієрогліфи 漢字
Абетка 仮名
- Хіраґана 平仮名
- Катакана 片仮名
- Манйоґана 万葉仮名
- Хентайґана 変体仮名
- Джіндай моджі

Використання
- Фуріґана 振り仮名
- Окуріґана 送り仮名

Латиниця

Українська кирилиця
Сокуон (яп. 促音) — японський символ у формі зменшеного символу хіраґани або катакани цу. Менш формально цей символ називається чіісай цу (яп. 小さいつ) або чіісана цу (яп. 小さなつ), що дослівно означає «маленька цу». Цей символ виконує декілька функцій в японській мові.

## Вигляд
При написанні як хіраґаною так і катаканою сокуон виглядає як символ, що позначає склад цу, але зменшеного розміру:
|          | Повнорозмірний склад | Сокуон |
| -------- | -------------------- | ------ |
| Хіраґана | つ                   | っ     |
| Катакана | ツ                   | ッ     |

## Застосування в японській мові
Основне використання сокуон це позначення подвоєння приголосного при написанні слів, що при транслітерації як правило записується повторенням приголосної літери. Цей символ позначає подвоєння приголосного звуку наступної за ним кани.
Приклад:
- Поккі[en], назва японських паличок, що вкриті шоколадом, записується наступним чином: ポッキー, де
ポ по
ッ (сокуон)
キ кі
ー (довга риска Чоонпу[en])
латинською транслітерацією це записується як pokkī, де сокуон передає подвоєння приголосного к.
- 待って (матте), те-форма[en] дієслова 待つ (мацу, «чекати»), складається із:
待 ма (канджі)
っ (сокуон)
て те
Читається матте.
- こっち (коттчі), означає «тут», і складається із:
こ ко
っ (сокуон)
ち чі
Читається коттчі, але цей звук важко однозначно передати транслітерацією, але він може звучати подовжено і представляє звук [t͡ɕ] (глухий ясенно-твердопіднебінний африкат), а сокуон перед ним подовжує звук [t].

Сокуон як правило не може з'явитися на початку слова, перед голосними кана (а, і, у, е або о), або перед кана, що задають приголосні звуки н, м, р, в або й. Крім того, він не використовується перед дзвінкими приголосними (г, з, д або б), або перед х, крім випадків запозичення слів або в діалектах мови. Але зі стилістичних міркувань існують деякі нечасті випадки.